# والاس (اسم)
والاس (بالإنجليزية: Wallace)‏ هو اسم علم شخصي مذكر من أصل غالي. ومعنى الاسم هو الويلزي.

## الشخصيات
- والاس شون ممثل أمريكي
- والاس ستغنر روائي أمريكي
- والاس فرد محمد واعظ اسلامي أمريكي
- والاس بروكر فلكي أمريكي
- والاس أوليفييرا دوس سانتوس لاعب كرة قدم برازيلي
- والاس بيري ممثل أمريكي
- والاس تشونغ ممثل ومغني هونغ كونغي
- والاس جونز لاعب كرة سلة أمريكي
- والاس ريد ممثل أمريكي
- والاس ستغنر روائي أمريكي
- والاس سوزا لاعب كرة قدم برازيلي
- والاس سابين فيزيائي أمريكي
- والاس سبيرمون عداء أمريكي
- والاس سوزا صحفي وسياسي برازيلي
- والاس سميث ملاكم أمريكي
- والاس فورد ممثل بريطاني
- والاس فورتيونا دوس سانتوس لاعب كرة قدم برازيلي
- والاس فوكس مخرج أمريكي
- والاس فرناندو بيريرا لاعب كرة قدم برازيلي
- والاس كارلسون منتج أفلام أمريكي
- والاس لانجهام ممثل أمريكي
- والاس ماكدونالد ممثل أمريكي
- والاس هيوم كاروثرز كيميائي ومخترع أمريكي
- والاس وولودارسكي مخرج وكاتب وممثل أمريكي
- والاس ورسلي مخرج وممثل أمريكي
- والاس ويلكينسون سياسي أمريكي

### شخصيات خيالية
- والاس وغروميت